# Királyok völgye 41
A Királyok völgye 41 (KV41) egy egyiptomi aknasír a Királyok völgye keleti völgyében, a Dejr el-Bahari mögötti ún. „aknák völgyében”. Victor Loret fedezte fel 1899-ben. Egy 11,24 méter mély aknából áll, oldalkamrái nincsenek; területe 2,96 m². Sosem fejezték be, leletek nem kerültek elő belőle.
A sír a XVIII. dinasztia uralmának elején készült, Elizabeth Thomas feltételezése szerint Tetiseri királyné számára készítették, de erre bizonyíték nincs; ha mégis így van, akkor ez volt az első olyan sír a völgyben, ami királyné számára épült. 1991-ben az Institut français d'archéologie orientale végzett itt feltárást a Kairói Egyetem régészeti karával közösen.